# Natasha, Pierre & The Great Comet of 1812
Natasha, Pierre & The Great Comet of 1812 is een doorgecomponeerde musical gebaseerd op een gedeelte van 70 pagina's uit de roman Oorlog en Vrede van Leo Tolstoj uit 1869, geschreven door Dave Malloy en geregisseerd door Rachel Chavkin . Het is gebaseerd op deel 8 van de roman van Tolstoj, met de nadruk op Natasha Rostova's affaire met Anatole Koeragin en Pierre Bezukov's zoektocht naar betekenis in zijn leven.
De musical kreeg positieve recensies, met name voor de prestaties van Phillipa Soo, Denée Benton en Josh Groban, en voor de muziek, de regie en het decorontwerp van de productie. De show werd genomineerd voor 12 prijzen – het hoogste aantal nominaties in het seizoen – voor de Tony Awards van 2017, waaronder die voor Beste Musical, Beste Originele Muziek, Beste Script van een Musical, Beste Actrice in een Musical voor Benton, Beste Acteur in een Musical voor Groban, Beste mannelijke bijrol in een musical voor Lucas Steele, en Beste regie van een musical voor Chavkin. De musical won slechts twee prijzen: Beste decorontwerp voor Mimi Lien en Best lichtontwerp in een musical voor Bradley King .

## Samenvatting

### Akte 1
Het verhaal speelt zich af in Moskou, 1812, net voordat Napoleon Rusland binnenvalt en Moskou in brand steekt. Het verhaal begint met de introductie van de personages ("Prologue"), en zet dan het personage Pierre neer, een oude, verdrietige, rijke aristocraat, die een existentiële crisis doormaakt en een traag leven leidt vol wijn, filosofie en passiviteit ("Pierre "). Hij is beste vrienden met Prins Andrey Bolkonsky (ook wel gespeld als Andrej), die naar de oorlog is vertrokken. Andrey is onlangs verloofd met de jonge, mooie gravin Natasha Rostova. Natasha en haar nicht Sonya komen aan in Moskou om te overwinteren bij Natasha's peetmoeder, Marya Dimitriyevna., terwijl Natasha wacht tot Andrey terugkeert uit de oorlog. Marya D. is een oude vriendin van Pierre ("Moskou"). Marya D. adviseert Natasha dat ze haar toekomstige schoonfamilie, de demente oude prins Bolkonsky en zijn sneue dochter Mary ('The Private and Intimate Life of the House'), moet bezoeken om hun genegenheid te winnen voorafgaand aan het huwelijk, dat cruciaal is voor de status en het geluk van de familie Rostov. Het bezoek van Natasha aan Mary en Bolkonsky eindigt echter in een ramp ("Natasha & Bolkonskys"), aangezien Mary Natasha ijdel vindt, Natasha Mary koud vindt en Bolkonsky zich bizar gedraagt. Natasha verlaat hun huis en mist Andrey meer dan ooit ("No One Else").
De volgende avond maakt Natasha kennis met de decadente manier van leven van de adel in Moskou en kijkt ze samen met Sonya en Marya naar een verbluffend optreden ("The Opera"). Daar ontmoet ze prins Anatole Kuragin, een jonge en knappe man en de zwager van Pierre, die een beruchte schurk blijkt te zijn. Hij komt naar Natasha toe en laat haar achter met gevoelens die ze nog nooit eerder heeft ervaren ("Natasha & Anatole").
Anatole komt thuis na de opera en hij, zijn vriend Dolokhov, en Pierre gaan naar de club om te drinken. Ze worden opgewacht door de onaangename vrouw van Pierre, Hélène, die Pierre beschimpt en flirt met Dolokhov. Anatole smeedt een complot met Dolokhov en Hélène om de jonge vrouw te krijgen die hij net heeft ontmoet, hoewel hij al getrouwd is. Dolokhov beschimpt Pierre, en proost op getrouwde vrouwen en hun minnaars. Pierre vindt de familiariteit van zijn vrouw met Dolokhov aanstootgevend en daagt hem dronken uit tot een duel, waarbij hij Dolokhov per ongeluk verwondt. Als Dolokhov aan de beurt is om te schieten, staat Pierre openlijk voor de kogel, maar Dolokhov mist hem op wonderbaarlijke wijze ("The Duel"). Voordat ze allemaal vertrekken, vraagt Anatole aan Hélène om Natasha te overtuigen om naar het gekostumeerde bal te komen dat ze die avond organiseert. Ze gaat akkoord en ze verlaten Pierre. Alleen achtergebleven reflecteert Pierre op zijn bijna-doodervaring en realiseert hij zich dat hij wil leven ("Dust and Ashes").
Natasha en haar familie gaan de volgende ochtend naar de kerk. Ze is in de war over haar ontmoeting met Anatole de avond ervoor, en vraagt zich af of ze bedorven is door Andrey's liefde ("Sunday Morning"). Hélène doet wat haar broer vraagt en bezoekt Natasha. Ze nodigt haar uit voor het bal dat ze die avond organiseert, en uiteindelijk stemt Natasha ermee in om te komen ("Charming"). Die avond ontmoet Natasha Anatole, en ze dansen. Anatole vertelt Natasha dat hij van haar houdt, maar ze protesteert en herinnert Anatole eraan dat ze verloofd is met Andrey. Dit negerend kust Anatole haar, waardoor ze verliefd op hem wordt ("The Ball").

### Akte 2
Anatole en Natasha maken plannen om weg te lopen – ze weet nog steeds niet dat hij getrouwd is – en Natasha verbreekt in tranen haar verloving met Andrey, terwijl Pierre hem schrijft dat hij gelooft dat Napoleon het bijbelse beest van de Openbaring is en dat hij voorbestemd is om de moordenaar van Napoleon te zijn ("Letters"). Sonya ontdekt het plan van Natasha om te ontsnappen en realiseert zich dat het Natasha's ondergang zal betekenen ("Sonya & Natasha"); Sonya besluit Natasha van zichzelf te redden, zelfs als dat betekent dat ze haar beste vriend zal verliezen ("Sonya Alone"). Die avond plannen Anatole en Dolokhov een schaking ("Preparations"), en Dolokhov probeert Anatole van gedachten te veranderen zonder succes. Balaga, hun vertrouwde trojka-chauffeur ("Balaga"), arriveert al snel om hen naar het huis van Natasha te brengen en er ontstaat een wild feest als Anatole afscheid neemt van zijn vrienden. Ze worden echter op het laatste moment gedwarsboomd door Marya D. ("The Abduction"). Marya D. scheldt Natasha uit, maar probeert haar vervolgens te troosten met de hulp van Sonya. Natasha schreeuwt naar hen, stort in en wacht de hele nacht tot Anatole terugkomt voor haar ("In My House").
Marya D. roept Pierre midden in de nacht op ("A Call to Pierre") en smeekt hem om de crisis het hoofd te bieden, en Pierre ontdekt eindelijk dat het doel van Anatole's verovering Natasha is. Marya D. komt erachter dat Anatole getrouwd is en vertelt dit aan de door verdriet overmande Natasha. Pierre zoekt verontwaardigt naar Anatole ("Find Anatole"). Als Pierre Anatole vindt, valt hij hem bijna woedend aan, maar in plaats daarvan geeft hij hem geld en beveelt hem Moskou te verlaten ("Pierre & Anatole"). Natasha vergiftigt zichzelf met arseen ("Natasha Very Ill") maar overleeft het. De volgende dag keert Andrey terug. Pierre legt hem het schandaal uit en vraagt hem medeleven te hebben, maar Andrey kan Natasha niet vergeven en zal haar niet opnieuw om haar hand vragen ("Pierre & Andrey"). Uiteindelijk bezoekt Pierre Natasha ("Pierre & Natasha") en hij troost het radeloze meisje en geeft haar hoop. Na hun ontmoeting beleeft Pierre zelf een moment van verlichting bij het zien van de Grote Komeet van 1812 aan de nachtelijke hemel ("The Great Comet of 1812").

## Muziek
Malloy's muziek combineert Russische folk en klassieke muziek met indierock en EDM-invloeden. Hij omschrijft de musical zelf als "electropop opera". De musical is volledig gecomponeerd, met slechts één regel gesproken dialoog, in de enige scène van Pierre en Natasha samen. Op het podium spelen bijna alle acteurs muziekinstrumenten die het orkest van de show versterken. Pierre speelt kort accordeon en speelt grote delen van de partituur op de piano van het orkest.
Het script bevat veel passages die woord voor woord ontleend zijn aan de vertaling van Tolstoj's roman uit 1922 van Aylmer en Louise Maude.

### Nummers
Act I
1. "Prologue" – Full Company
2. "Pierre" – Pierre, Ensemble
3. "Moscow" – Marya D., Natasha, Sonya
4. "The Private and Intimate Life of the House" –  Bolkonsky, Mary
5. "Natasha & Bolkonskys" – Mary, Natasha, Bolkonsky
6. "No One Else" – Natasha
7. "The Opera" – Natasha, Sonya, Marya D., Hélène, Ensemble
8. "Natasha & Anatole" – Natasha, Anatole
9. "The Duel" – Anatole, Dolokhov, Pierre, Hélène, Ensemble
10. "Dust and Ashes" – Pierre, Ensemble
11. "Sunday Morning" – Natasha, Sonya, Marya D.
12. "Charming" –  Hélène
13. "The Ball" – Natasha, Anatole

Act II
1. "Letters" – Pierre, Natasha, Mary, Anatole, Dolokhov, Ensemble
2. "Sonya & Natasha" – Sonya, Natasha
3. "Sonya Alone" –  Sonya
4. "Preparations" – Anatole, Dolokhov, Pierre
5. "Balaga" –  Balaga, Anatole, Dolokhov, Ensemble
6. "The Abduction" – Ensemble
7. "In My House" – Marya D., Natasha, Sonya
8. "A Call to Pierre" – Marya D., Pierre
9. "Find Anatole" – Pierre, Anatole, Hélène, Natasha
10. "Pierre & Anatole" – Pierre, Anatole
11. "Natasha Very Ill" – Sonya
12. "Pierre & Andrey" –  Andrey, Pierre
13. "Pierre & Natasha" – Pierre, Natasha
14. "The Great Comet of 1812" – Pierre, Ensemble

## Personages
| Personage            | Stemsoort                      | Beschrijving |
| -------------------- | ------------------------------ | --- |
| Natasha Rostova      | Sopraan F3 - F # 5             | "Natasha is jong": een negentienjarig onschuldig en hopeloos romantisch meisje. Ze is verloofd met Andrey en houdt zielsveel van hem. Ze gaat naar Moskou onder de hoede van haar peettante, Marya D., met haar nicht en beste vriendin Sonya. Tijdens haar eerste drie dagen daar ontmoet ze Anatole Kuragin en wordt ze per ongeluk verliefd op hem.                                                                                             |
| Pierre Bezukhov      | Baritenor G2-B4                | "Lieve, verbijsterde en onhandige Pierre ... rijke, ongelukkig getrouwde Pierre": De bastaardzoon van een Russische aristocraat. Sociaal onhandig met een melancholische inslag, en ondanks zijn rijkdom een buitenstaander in de samenleving. Hij is een goede vriend van Andrey en houdt Natasha in de gaten terwijl Andrey weg is. |
| Anatole Kuragin      | Tenor B2-C # 5 (E5 in falset ) | "Anatole is hot": een aristocratische, verleidelijke levensgenieter, die "zijn geld uitgeeft aan vrouwen en wijn" en alleen zijn eigen behoeften ziet. Hij is de broer van Hélène en vriend van Dolokhov. Zijn karakter wordt beschreven als een buitenaards, David Bowie- type. In de loop van de show ontmoet hij Natasha bij de opera en wil hij haar meteen, ondanks haar verloving en het feit dat hij al getrouwd is met een vrouw in Polen. |
| Sonya Rostova        | Mezzo F # 3-E5                 | "Sonya is goed: Natasha's nicht en beste vriendin." Ze is enorm toegewijd aan haar nicht en zal er alles aan doen om haar te beschermen. |
| Hélène Bezukhova     | Alto of Mezzo E3-F5            | "Hélène is een slet": de zus van Anatole die voor zijn geld met Pierre trouwde. Ze is sterk geseksualiseerd en houdt van haar broer. |
| Marya Dmitriyevna    | Alto of Mezzo F3-E5            | "Marya is ouderwets, een grand dame van Moskou": ze is Natasha's peettante, een oude vriend van Pierre, en een zeer strenge, maar vriendelijke vrouw. Natasha en Sonya gaan bij haar wonen tijdens hun verblijf in de stad Moskou. Ze houdt heel veel van Natasha en probeert haar te helpen en te beschermen, vooral wanneer Natasha de fout maakt om voor Anatole te vallen en haar verloving met Andrey afbreekt.                               |
| Fedya Dolokhov       | Bariton D3-F # 4               | "Dolokhov is fel, maar niet zo belangrijk": een buitengewoon getalenteerde schutter. Hij is de beste vriend van Anatole en neemt deel aan zijn plezierige levensstijl. Hij heeft een affaire met Hélène. |
| Andrey Bolkonsky     | Bas-bariton F2-D # 4           | "Andrey is er niet": Hij vecht een groot deel van de show in de oorlog en is verloofd met Natasha. Hij is serieus en verbitterd. |
| Oude Prins Bolkonsky | Bas-bariton G # 2-D # 4        | "De oude prins Bolkonsky is gek" en lijdt aan veel ouderdomsaandoeningen. Hij wordt verzorgd door zijn dochter Mary, maar hij kwelt haar alsnog. |
| Mary Bolkonskaya     | Sopraan G3-A5                  | "Mary is saai": de dochter van Bolkonsky en Andrey's zus. Ze woont thuis bij haar vader als zijn verzorger, waar ze door hem wordt gekweld en misbruikt. Ze zit alleen thuis en heeft geen vrienden. |
| Balaga               | Bariton A2-F # 4               | "Balaga is gewoon voor de lol": Hij is een beroemde trojka-chauffeur en helpt Anatole bij zijn complot om met Natasha weg te lopen. Hij is wild en mystiek. |

## Ontvangst en recensies
Het stuk werd zeer goed ontvangen door de New Yorkse pers. Charles Isherwood in The New York Times noemde het "een levendige, meeslepende nieuwe musical", en beide Times- theaterrecensenten namen de show op in hun Best of the Year-lijst. De klassieke criticus van The Times, Anthony Tommasini, noemde het "een ademloze, ruige en verrukkelijke quasi-opera. Dit is een pastiche-score van een arrogant soort. Mr.Malloy tilt stijlen met zo'n overgave op, maakt opzettelijke verschuivingen - van punkriffs tot opgewonden Broadway-ballads, nep-pompeus recitatief tot gruizige Russische volksliederen of drinkrefreinen met klezmer-klarinetten - dat je uit het oog verliest wat er wordt toegeëigend en het je eigenlijk niet uitmaakt." Time Out New York gaf het stuk vijf van de vijf sterren, en nam het ook op in de Best of-lijsten van beide critici, met de vermelding "dit is theater als geen ander in New York. Het aardt je en vervoert je meteen, en laat je stralen van plezier."
Okieriete Onaodowan nam op 11 juli de rol van Pierre op zich; hij zou oorspronkelijk op 3 juli met optredens beginnen, maar had meer tijd nodig om zich voor te bereiden. Het optreden van Onaodowan werd goed ontvangen, maar toen de show het financieel moeilijk begon te krijgen, begonnen de producers op zoek te gaan naar een "ster" om de kaartverkoop te stimuleren. Op 26 juli 2017, een dag voor de officiële aankondiging, maakte de website Broadway Black bekend dat tv- en Broadway-acteur Mandy Patinkin Okieriete Onaodowan voor drie weken zou vervangen. Een aantal fans en acteurs waren boos over deze castingbeslissing, aangezien Patinkin een blanke acteur was wiens casting Onaodowan, een zwarte acteur, zou hebben gedwongen zijn tijd als Pierre te verkorten; een Twitter-campagne werd gestart door acteur / activist Rafael Casal, een vriend van Onaodowan die de hashtag #makeroomforoak bedacht. De controverse leidde ertoe dat Patinkin zich twee dagen later terugtrok uit de show. De show sloot iets meer dan een maand later en noemde deze controverse en de dalende kaartverkoop als redenen.

## Opnames
Op 10 december 2013 bracht Ghostlight Records een origineel castalbum uit met de volledige musical. Later werd een ander album met hoogtepunten uit de show uitgebracht.
De originele Broadway-castopname werd op 19 mei 2017 uitgebracht op Reprise Records . Deze kwam op nummer 87 in de Billboard 200 chart, nummer 26 op de Top Album Sales chart en nummer 23 op de Digital Albums chart.
Dit artikel of een eerdere versie ervan is een (gedeeltelijke) vertaling van het artikel Natasha, Pierre & The Great Comet of 1812 op de Engelstalige Wikipedia, dat onder de licentie Creative Commons Naamsvermelding/Gelijk delen valt. Zie de bewerkingsgeschiedenis aldaar.